# Diradius erba
Diradius erba är en insektsart som beskrevs av Szumik 1991. Diradius erba ingår i släktet Diradius och familjen Teratembiidae. Inga underarter finns listade i Catalogue of Life.